# White Hall (Wirginia Zachodnia)
White Hall – miasto w Stanach Zjednoczonych, w stanie Wirginia Zachodnia, w hrabstwie Marion.